# Daniel Kane (mathématicien)
Pour les articles homonymes, voir Kane.
 (octobre 2013).
Si vous disposez d'ouvrages ou d'articles de référence ou si vous connaissez des sites web de qualité traitant du thème abordé ici, merci de compléter l'article en donnant les références utiles à sa vérifiabilité et en les liant à la section « Notes et références ».
Daniel Mertz Kane (né en 1986) est un mathématicien américain.

## Biographie
Né à Madison (Wisconsin), Kane est l'une des trois personnes (et une des sept premières dans l'histoire de la compétition) à être nommé quatre fois Putnam Fellow dans le William Lowell Putnam Mathematical Competition. Il gagna aussi deux médailles d'or aux Olympiades internationales de mathématiques en 2002 et 2003. Il obtient son doctorat en mathématiques à l'université Harvard en 2011, et est diplômé du MIT (B.Sc. en 2007).
Kane publie aussi une vingtaine de publications sur la théorie des nombres et l'informatique théorique et gagna en 2007 le prix Morgan.